# インノケンチー・ストゥコフ
インノケンチー・ニコラエヴィチ・ストゥコフ（ロシア語: Иннокентий Николаевич Стуков、1887年8月17日 - 1936年11月4日）は、ロシアの革命家・政治家。

## 生涯
1887年8月17日（ユリウス暦4日）、ロシア帝国イルクーツク県トゥノク（ホゴトゥイ (ru) とも）に司祭の息子として生まれた。1905年にトロイツコサフスクの実科学校を卒業し、同年からロシア社会民主労働党に入党してウクライナで革命運動に参加。サンクトペテルブルク精神神経学院 (ru) や軍学校でも学んだが、逮捕され1907年にトムスク県に流刑された。6年間の服役の後、1911年に流刑先から脱走した。
二月革命後の1917年4月から6月にかけてボリシェヴィキ・ペトログラード委員会の、10月から党モスクワ武装蜂起指導センターの、11月からモスクワ軍事革命委と『モスコフスキー・ラボーチー』紙編集局のメンバーを務め、6月から翌1918年までは党モスクワ州局議長も務めた。同年1月5日にはウラジーミル、カルーガとトヴェリから全ロシア憲法制定会議の出席者に選出されている。その後11月まで赤軍で活動し、翌1919年1月から2月までウファ県革命委議長に就いた。同年10月から翌11月13日までは赤軍第5軍第5狙撃師団の軍事委員を務め、また革命軍事会議メンバーとしてサマーラ、オムスクとウファで活動した。翌1920年3月から8月までは党ウファ県委議長に就き、党中央委シベリア局 (ru) と『ソビエツカヤ・シビーリ』(ru) 紙編集局でも活動した。
同年から翌1921年には民主集中制グループに参加し、同年3月28日から8月23日まではチェーカー情報部部長を務めた。同年からは『モスコフスキー・ラボーチー』紙編集局、『ベズボージュニク』紙編集局や「クラースナヤ・ノーヴィ」(ru) 社編集部で活動し、同年からは党モスクワ県委煽動・宣伝部部長、1926年からはロシア社会主義連邦ソビエト共和国ゴスプラン科学書記、翌1927年からはソビエト連邦国家技術出版社副理事長、1929年からはロシア共和国中央黒土州計画委議長を歴任した。
1931年からはロシア共和国財務人民委員部 (ru) 経済研究局局長を務めていたが、1936年3月21日に逮捕され、同年11月4日に連邦最高裁軍事参議会によって反革命テロ活動を理由に死刑判決を下され、同日処刑された。その後は新ドン墓地に葬られていたが、1957年11月に名誉回復がなされた。